# Casalattico
Casalattico – miejscowość i gmina we Włoszech, w regionie Lacjum, w prowincji Frosinone.
Według danych na rok 2004 gminę zamieszkiwało 675 osób, 24,1 os./km².